# Corbu (gmina w okręgu Harghita)
Corbu – gmina w Rumunii, w okręgu Harghita. Obejmuje miejscowości Capu Corbului i Corbu. W 2011 roku liczyła 1520 mieszkańców.